# 難民を助ける会
難民を助ける会（なんみんをたすけるかい、英語正式名Association for Aid and Relief, Japan 略称・AAR Japan）は、1979年（昭和54年）に「インドシナ難民を助ける会」として創設された日本発祥の人道支援団体・特定非営利活動法人である。難民支援を原点として、国内外の自然災害の被災者や障がい者支援、地雷・不発弾対策、感染症・水衛生事業などに取り組み、アジア・中東・アフリカを中心に活動を展開。2022年3月末現在、日本を含む世界16カ国で34件の支援事業を展開している。

## 年譜
- 1979年 - 11月24日、相馬雪香（「憲政の父」と呼ばれた政治家、尾崎行雄の三女）の呼び掛けで「インドシナ難民を助ける会」として創設[2]。

- 1984年 - 東アフリカで大干ばつ・飢餓が発生し、毛布172万枚と13億円以上の寄付を集めて支援活動に充てた。これを機に「難民を助ける会」に名称改称。

- 1984年～1991年 - アンゴラ難民（ザンビア）、カンボジア難民（タイ国境）、クロアチア難民への支援開始。

- 1992年 - 日本国内に居住する難民や在日外国人の生活・教育を支援する「社会福祉法人さぽうと21」[3]を設立。

- 1993年 - カンボジアに障害者支援センター（KKC）を開設

- 1995年 - 阪神・淡路大震災で毛布や医薬品・食料の配布など約10億円の緊急支援を実施。

- 1996年 - 対人地雷廃絶キャンペーンの絵本『地雷ではなく花をください』を出版（別項）。

- 1997年 - 参画していた 地雷禁止国際キャンペーン（略称・ICBL）がノーベル平和賞を共同受賞（別項）。

- 1998年 - 国連経済社会理事会（ECOSOC）の特殊協議資格取得。

- 1999年 - 英国の地雷除去NGOヘイロー･トラスト[4]と協力し、アフガニスタンで地雷除去を開始。

- 2000年 - 特定非営利活動法人（NPO法人）格を取得。ミャンマーで障がい者のための職業訓練校を開校。

- 2001年 - アフガニスタン難民支援を開始。

- 2003年 - 国税庁から「認定 NPO法人」認定を受ける。寄付金が税制上の優遇措置の対象に。

- 2008年 - 相馬雪香が96歳で死去。会長に柳瀬房子が就任。

- 2011年 - 東日本大震災発生。発生2日後の緊急支援から、2020年度までに総額36億円の支援を展開。

- 2012年 - トルコ国内でシリア難民支援を開始。

- 2016年 - AAR主催「3・11被災者のためのチャリティ・コンサート」を開催。天皇・皇后（現在の上皇・上皇后）が臨席[5]。熊本地震で炊き出しを実施。

- 2017年 - バングラデシュでロヒンギャ難民支援を開始。

- 2018年 - 台風15号（令和元年房総半島台風）・19号（令和元年東日本台風）の被災者緊急支援を実施。

- 2020年 - 新型コロナウイルスの感染拡大を受けて、日本と海外計14カ国でマスク・衛生用品の配付など感染対策を実施。

- 2021年 - 柳瀬房子が名誉会長となり、長有紀枝・理事長が会長に就任。

- 2022年 - 2月24日にロシアのウクライナ軍事侵攻が始まり、直ちにウクライナ避難民支援を開始（隣国ポーランド、モルドバ、およびウクライナ国内）。

## エピソード

### 創立当初
ベトナム戦争が終結した1975年4月以降、インドシナ三国（ベトナム、ラオス、カンボジア）を脱出する難民が急増し、日本にもボートピープルが多数漂着して大きな政治・社会問題になった。日本は当時、難民条約（難民の地位に関する条約）を締結しておらず、難民受け入れには極めて消極的だった。相馬雪香は1978年、カナダ人の友人から「日本人は冷たい。同じアジアの難民を受け入れていないではないか」との手紙を受け取り、支援団体の設立を決意。準備段階で外務省に協力を求めたところ、同省高官から「難民支援は官の仕事。民間は余計なことをしなくていい」と言い放たれ、怒りを覚えた相馬は「それならよござんす。自分たちで勝手にやります」と椅子を蹴って席を立ったという。
ある記者から「活動資金はどうするのか」と尋ねられた相馬は、とっさに「日本国民がひとり1円ずつ寄付してくれれば、1億1,000万円になる」と答え、新聞・ラジオを通じて協力を呼び掛けた。翌日から現金書留が続々届き、1円玉ばかり大量に送ってきた高齢者もいて、4カ月たたないうちに1億円を突破した。なかには「このお金は、わたしが、ごみすてと、ぎゅうにゅうはこびをしてもらったお金です」という子どもの手紙もあった。

### 地雷キャンペーン
同会は1992年にカンボジアに事務所を開設し、障がい者の自立支援を開始した。当初は「地雷は国境管理の問題であり、国家の軍事問題に関わるべきではない」との立場だったが、地雷が国境以外にも埋められ、一般人や子どもが障がい者となる事例が多いことから方針を変更。1996年9月、絵本『地雷ではなく花をください』（自由国民社）を出版した。全7冊の同シリーズは2021年時点で累計61万部。収益は全て地雷問題解決のために利用されている。
1996年10月、英国の地雷除去NGOヘイロー･トラスト（The HALO Trust）と協力してカンボジアでの地雷除去作業を開始（99年9月まで）。1997年3月には国際的なNGOの連合体「地雷禁止国際キャンペーン（ICBL）」）に加盟し、「NGO東京地雷会議’97」を主催した。また、日本の中央省庁や自民党の政治家、関連部会などを回り、地雷廃絶に向けた取り組みを訴えた。
1997年10月、ICBLのノーベル平和賞受賞が決定。同12月3日、日本政府が対人地雷全面禁止条約に署名した。ノルウェーの首都オスロで12月10日に行われたノーベル平和賞授賞式には、長有紀枝・事務局次長（当時）がICBLメンバーとして招待されて参加した。
英国のダイアナ元皇太子妃の葬儀（1997年9月、ウェストミンスター寺院）には、地雷除去活動を通じた縁で、柳瀬房子事務局長（当時）が招かれて出席した。日本人で招待されたのは、ほかに藤井宏昭駐英大使（当時）のみだった。
2022年時点ではアフガニスタン、シリア、ウガンダ、ウクライナで地雷・不発弾対策を展開。ヘイロー・トラストと連携した地雷除去のほか、子どもたちを対象とした地雷回避教育、地雷被害者の支援などを行っている。

### トルコ東部地震での職員死亡
2011年10月23日に発生したトルコ東部大地震（M7.2、死者約600人）をうけて、同会は職員を現地に派遣し、緊急支援活動を開始した。11月10日、再び大地震（M5.6）が発生し、職員2人が宿泊していたトルコ東部ワンのホテルが倒壊。職員の宮崎淳（当時41歳、大分県出身）ががれきの下敷きとなって死亡した。
宮崎らが食料支援などを行う様子はトルコのメディアでも紹介されていたため、現地の衝撃は大きく、AAR Japanにはトルコ国民から多数のメールや手紙が届いた。ギュル大統領（当時）が天皇宛てに哀悼の手紙を送ったほか、12月6日に東京で行われた「送る会」にはアリ・ババジャン副首相が出席。現地では大地震から10年後の2021年10月、Atushi　Miyazakiの名前をつけた森林公園が完成した。また、小惑星の名前（27982 Atsushimiyazaki）にもなっている。

### 地雷ではなく花をください
『地雷ではなく花をください』（じらいではなくはなをください）は、地雷廃絶キャンペーンとして難民を助ける会の元理事長で現名誉会長柳瀬房子が文章を、絵本作家の葉祥明が絵を担当して作成した絵本である。
「うさぎのサニーちゃん」が世界中を巡り地雷の問題について訴える内容で、平和教育などで活用されている。日本語英語併記。

### 入管法「改正」案に関わる名誉会長の発言問題
同会の常任理事・事務局長を経て2000年11月より2008年6月まで特定非営利活動法人「難民を助ける会」理事長で当時は名誉会長の柳瀬房子が、2021年4月21日に衆議院法務委員会で参考人として出席し、「参与員制度が始まったのは2005年からですので、私は既に17年間、参与員の任にあります。その間に担当した案件は2000件以上になります。…（中略）…私自身、参与員が、入管として見落としている難民を探して認定したいと思っているのに、ほとんど見つけることができません」「したがって、難民の認定率が低いというのは、分母である申請者の中に難民がほとんどいないということを、皆様、是非御理解ください」との発言をし、入管法「改正」案に与する発言を行った。
入管によれば、柳瀬は対面・書類合わせて2021年1378件、2022年1231件の難民審査を行ったとされる。これに対し、関与した案件数が多すぎ、きちんと審査をしているのであればこのようなことは不可能ではないかとの批判がなされている。さらにTBSの報道によれば、疑問を持った人物が問い合わせたところ、柳瀬本人から電話で、対面審査だけでも年に90～100件行っているとした上で、また、「日本の都合のいい人だけ来てくれ」「どこの国でもそうしている」といった発言も本人からあったという。この発言が事実であれば、柳瀬自身が国会で行った参考人発言とはウラハラな内容で、TBSは、柳瀬が名誉会長を務める「難民を助ける会」を通して質問状を送ったが、その回答は得られなかったと報じている。
「難民を助ける会」は、柳瀬の国会での発言は同会と無関係と釈明している。

#### ビブリオグラフィ
- 『サニーのおねがい 地雷ではなく花をください』、柳瀬房子 / 葉祥明、自由國民社、1996年 ISBN 4426877008
- 『続・地雷ではなく花をください - サニー カンボジアへ』、柳瀬房子 / 葉祥明 / 相馬雪香 / 吹浦忠正、自由國民社、1997年 ISBN 4426883008
- 『続々・地雷ではなく花をください - サニー ボスニア・ヘルツェゴビナへ』、柳瀬房子 / 葉祥明 / 相馬雪香 / 吹浦忠正、自由國民社、1998年 ISBN 4426877016
- 『サニーのゆめ ありがとう地雷ではなく花をください』、柳瀬房子 / 葉祥明、自由國民社、1999年 ISBN 4426877024
- 『地雷をなくそう - 「地雷ではなく花をください」50万読者からの質問』、吹浦忠正 / 長有紀枝 / 柳瀬房子、自由國民社、2000年 ISBN 4426892023
- 『サニー、アフガニスタンへ 心をこめて地雷ではなく花をください』、柳瀬房子 / 葉祥明、自由國民社、2002年 ISBN 4426883113
- 『サニーちゃん、シリアへ行く』、長有紀枝 / 葉祥明、自由國民社、2016/8/5 ISBN 978-4426883133